# Brachypsectra fulva
Brachypsectra fulva  (лат.) — вид жесткокрылых из семейства брахипсектрид.

## Описание
Взрослые жуки достигает в длину: самец — 3,7—6,3 мм и самка 5—7,7 мм. Окрашены в тёмно-бурый цвет.
Личинки жёлтые, в длину достигают до 15 мм.

## Распространение
Встречается в Мексике; в США встречается в штатах от Калифорнии до Техаса, Колорадо и Юты.